# العلاقات البوتسوانية الكوبية
العلاقات البوتسوانية الكوبية هي العلاقات الثنائية التي تجمع بين بوتسوانا وكوبا.

## مقارنة بين البلدين
هذه مقارنة عامة ومرجعية للدولتين:
| وجه المقارنة                                              | بوتسوانا                       | كوبا                              |
| --------------------------------------------------------- | ------------------------------ | --------------------------------- |
| المساحة (كم2)                                             | 581.74 ألف                     | 109.88 ألف                        |
| عدد السكان (نسمة)                                         | 2.29 مليون                     | 11.48 مليون                       |
| الكثافة السكانية (ن./كم²)                                 | 3.94                           | 104.48                            |
| العاصمة                                                   | غابورون                        | هافانا                            |
| اللغة الرسمية                                             | لغة إنجليزية                   | اللغة الإسبانية                   |
| العملة                                                    | بولا بوتسواني                  | بيزو كوبي، بيزو كوبي قابل للتحويل |
| الناتج المحلي الإجمالي (بليون دولار)                      | 17.41 مليار                    | 87.13 مليار                       |
| الناتج المحلي الإجمالي (تعادل القوة الشرائية) بليون دولار | 35.84 مليار                    |                                   |
| الناتج المحلي الإجمالي الاسمي للفرد دولار أمريكي          | 6.36 ألف                       |                                   |
| الناتج المحلي الإجمالي للفرد دولار أمريكي                 | 16.10 ألف                      |                                   |
| مؤشر التنمية البشرية                                      | 0.698                          | 0.769                             |
| رمز المكالمات الدولي                                      | +267                           | +53                               |
| رمز الإنترنت                                              | .bw                            | .cu                               |
| المنطقة الزمنية                                           | ت ع م+02:00، توقيت وسط إفريقيا | 00                                |

## منظمات دولية مشتركة
يشترك البلدان في عضوية مجموعة من المنظمات الدولية، منها:
| علم المنظمة | اسم المنظمة                                 | تاريخ انضمام بوتسوانا | تاريخ انضمام كوبا |
| ----------- | ------------------------------------------- | --------------------- | ----------------- |
|             | يونسكو                                      | 16 يناير 1980         | 29 أغسطس 1947     |
|             | منظمة حظر الأسلحة الكيميائية                | ?                     | ?                 |
|             | منظمة التجارة العالمية                      | ?                     | ?                 |
|             | الاتحاد البريدي العالمي                     | ?                     | ?                 |
|             | منظمة الشرطة الجنائية الدولية               | ?                     | ?                 |
|             | الأمم المتحدة                               | 17 أكتوبر 1966        | 24 أكتوبر 1945    |
|             | الاتحاد الدولي للاتصالات                    | 2 أبريل 1968          | 16 يناير 1918     |
|             | مجموعة دول أفريقيا والكاريبي والمحيط الهادئ | ?                     | ?                 |

## وصلات خارجية
- موقع وزارة الخارجية البوتسوانية
- موقع وزارة الخارجية الكوبية